# Nosy Mitsio

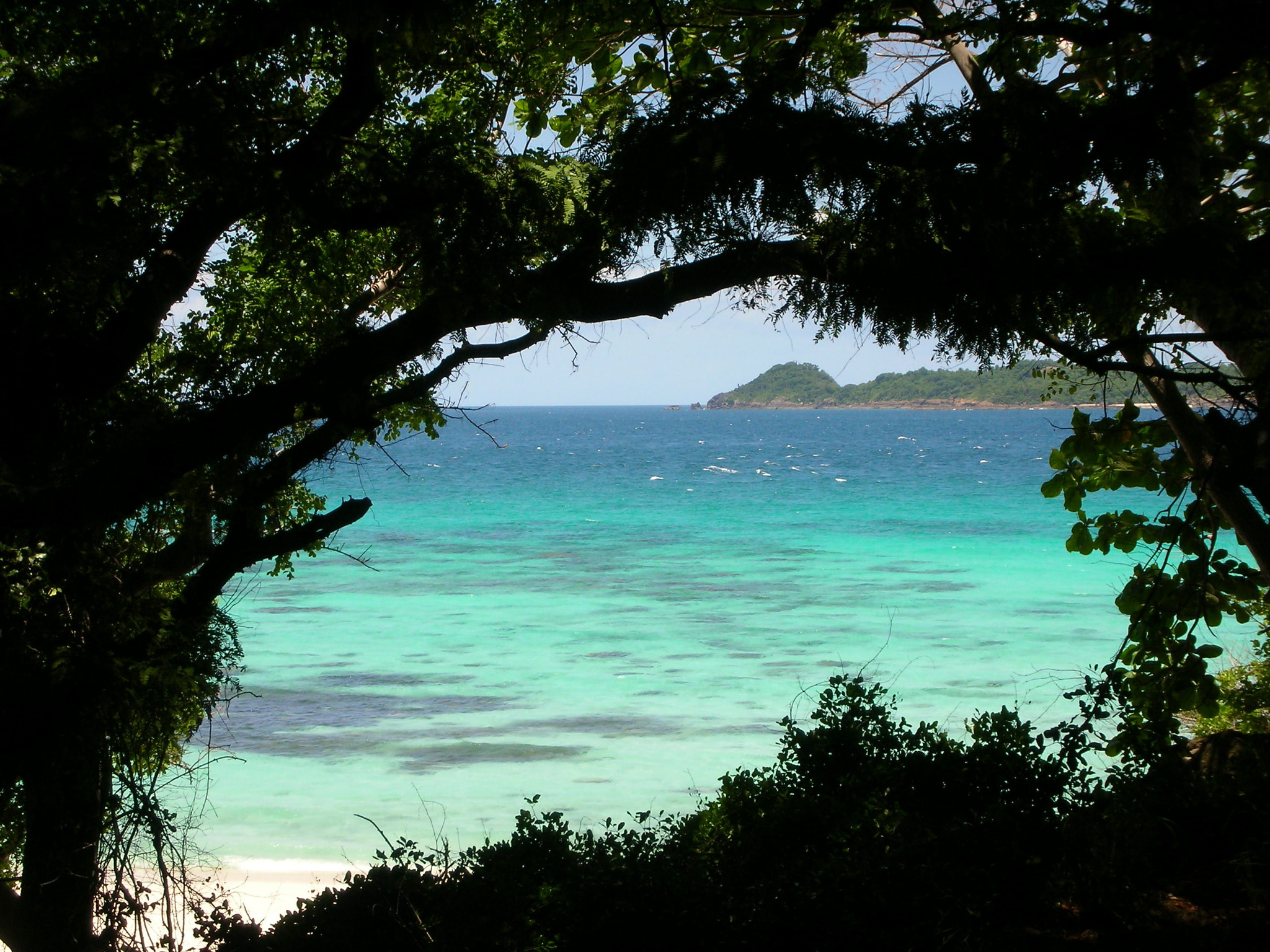
Nosy Mitsio

Nosy Mitsio ist eine zu Madagaskar gehörende Insel im Indischen Ozean. Sie liegt etwa 35 km westlich der Hauptinsel, vor der Küste der Provinz Antsiranana, in der Straße von Mosambik. Gemeinsam mit der Insel Nosy Be und einigen weiteren kleinen Inseln bildet sie einen Verwaltungsdistrikt in der Region Diana.